# Kostarika
Kostarika (španělsky Costa Rica, český doslovný překlad Bohaté pobřeží), plným názvem Kostarická republika (španělsky República de Costa Rica), je republika ve Střední Americe. Sousedními státy jsou na severu Nikaragua (délka hranice 300 km) a na jihu Panama (363 km). Západní pobřeží Kostariky omývají vody Tichého oceánu, východní Karibské moře. Celková délka kostarického pobřeží je 1466 km (z toho 212 km na Karibiku a 1254 km na Pacifiku).

## Historie
Poprvé bylo území Kostariky prozkoumáno španělskými conquistadory a objeviteli v raném 16. století, kolonizace se odehrála až v roce 1563. Po dobu španělské nadvlády byla Kostarika součástí guatemalského generálního kapitanátu. V první polovině 19. století byla Kostarika spolu s ostatními státy sjednocena v Unii středoamerických států, na které vyhlásila v roce 1821 a později v roce 1838 samostatnost.
V prostředí politické nestability a nejistoty, či vojenských vlád a občanských válek ve středoamerickém regionu během 2. poloviny 20. století je Kostarika světlá výjimka demokratické vlády. Ze zákona je v zemi dáno, že každý občan (muž či žena) starší 18 let musí jít k volbám a jejich hlas skutečně rozhoduje, která strana bude vládnout. Demokratická vláda je u moci již od roku 1902 a jediná občanská válka proběhla roku 1948. Trvala pouhé dva měsíce a jejím důsledkem bylo rozpuštění armády, následované změnou ústavy, která roku 1949 zakázala státu vytvořit armádu. Tato situace, kdy stát nemá stálou armádu, trvá dodnes.

## Státní symboly

### Vlajka
Kostarická vlajka je tvořena listem o poměru stran 3:5 s pěti vodorovnými pruhy – modrým, bílým, červeným, bílým a modrým o poměru šířek 1:1:2:1:1. Na státní vlajce je v levé části prostředního pruhu v bílém oválu státní znak.

### Znak
Kostarický státní znak je tvořen štítem se třemi zelenými vulkány, s bílým kouřem nad vrcholy, mezi dvěma vodními plochami. Na obou pluje (heraldicky) doprava loď s bílými plachtami a s kostarickou vlajkou na zádi. Na obzoru (heraldicky vpravo) vychází zlaté slunce, nad vulkány je na modré obloze do oblouku sedm stříbrných, pěticípých hvězd. V horní části jsou dvě ratolesti myrtové palmy a pod nimi bílá (dvakrát přeložená) stuha s černým nápisem REPUBLICA DE COSTA RICA (česky Kostarická republika). Štít je orámovaný zlatou, zdobenou kartuší s korálky. Nad štítem je modrá stuha, svázaná do tvaru koruny, s černým nápisem AMERICA CENTRAL (česky Střední Amerika).

### Hymna
Kostarická hymna je píseň Noble patria, tu hermosa bandera (česky Vznešená vlasti, tvá krásná vlajka). Hudbu složil Manuel María Gutiérrez, slova napsal José María Zeledón Brenes.

## Přírodní podmínky
Páteří země jsou tři pohoří, která se táhnou souvisle od severozápadu k jihovýchodu celým územím státu; jsou to Cordillera de Guanacaste, Cordillera Central a Cordillera de Talamanca. Nejvyšší horou Kostariky je 3 820 metrů vysoká hora Chirripó v pohoří Cordillera de Talamanca. Pohoří tak oddělují od sebe dvě nížiny, které se nacházejí na severu a na západě. Ve střední části země je pánevní oblast zvaná Centrální údolí, kde žije většina obyvatelstva země. Větší část nížin v okolí oceánu je pokryta mokřinami a bažinami. Karibské pobřeží je poměrně málo členité, naopak pacifické pobřeží je tvořeno několika většími poloostrovy a zálivy – např. poloostrov Nicoya a stejnojmenný záliv Nicoya nebo poloostrov Osa. Území Kostariky je z 51 % pokryto lesními porosty, zemědělská půda zaujímá 37 % rozlohy státu.
Klimatické podmínky jsou v různých částech státu rozdílné. V Köppenově klasifikaci podnebí jsou zařazeny do pěti rozdílných kategorií: podnebí tropického dešťového pralesa (Af), tropické monzunové podnebí (Am), savanové podnebí se suchými zimami (Aw), monzuny ovlivněné mírné oceánické podnebí (Cwb) a mírné oceánické podnebí (Cfb). Podnebí CWb a Cfb jsou typická pro horské oblasti.
V roce 2020 existovalo 29 kostarických národních parků, které pokrývaly téměř 630 000 ha, což představuje více než 12 % rozlohy státu. Tři z nich jsou zapsány i na seznamu Světového dědictví UNESCO.
Kostarika je jediným tropickým státem na světě (k roku 2020), který zastavil odlesňování a naopak znovu zalesňuje již vykácené oblasti. Do konce 80. let 20. století přišla o asi třetinu až polovinu svého pralesa, v 90. letech ale přišla radikální změna a kácení bylo zakázáno. K roku 2020 bylo lesem pokryto téměř 60 % území, přičemž tento ukazatel se posledních pět let každoročně zvyšuje o asi 0,3 %.
V Kostarice žije 500 000 druhů rostlin a živočichů. Na svém území (cca dvě třetiny České republiky) soustředí téměř 6 % biodiverzity celé planety.

## Hospodářství
Kostarika se stala první středoamerickou zemí, která začala vyvážet do světa banány a kávu. Vhodnou situaci nastartovala osvícená vláda v 19. století, která nabídla bezplatně půdu všem, kteří se zavázali pěstovat kávu na vývoz, což paradoxně ve 20. století přineslo zemi stabilitu. Není zde stejná situace jako v okolních zemích, kde většinu půdy vlastní pár nejbohatších statkářů. V 80. letech 20. století však byla země zasažena ekonomickou krizí spojenou s poklesem světových cen kávy a banánu, kterou následovala vysoká inflace, jež ještě více podlomila hospodářství země. Vláda vyhlásila úsporný program v roce 1989, který však nepřinesl plánované výsledky, ale i přes to se hospodářství dostalo roku 1996 do 6% růstu. Bohužel pro Kostariku neměl tento výsledek dlouhého trvání a následoval opětovný útlum, který byl podpořen vysokými veřejnými výdaji.
Kostarika je členem DR-CAFTA. Významné exportní výrobky jsou zdravotnické přístroje, protézy a medikamenty, dále čerstvé banány, tropické ovoce, potravinové výrobky a káva.
Země má velká ložiska bauxitu, síry a rud železa, což zajišťuje zemi do budoucna pozitivní vyhlídky na opětovný ekonomický růst. V dnešních dnech probíhá na území Kostariky pouze těžba zlata a stříbra. Horský ráz krajiny vytváří příhodné podmínky pro tvorbu hydroelektráren. Země je dnes energeticky soběstačná. Horská krajina také láká turisty, kteří se začínají stávat důležitou složkou ekonomiky. Příjmy z turismu v roce 2017 představovaly 6,7 % celkového státního HDP.

### Cestovní ruch

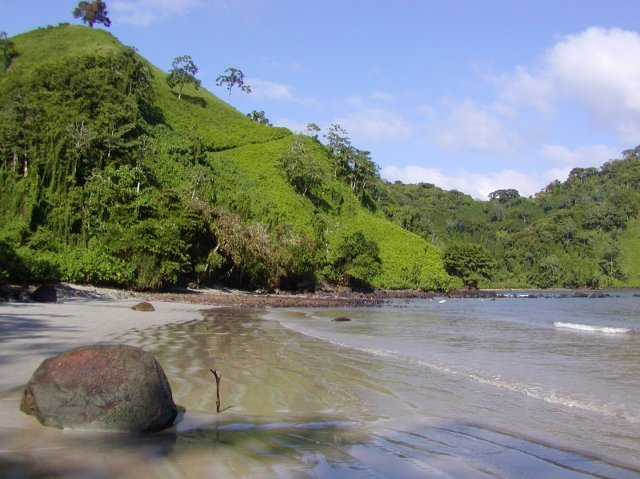
Kokosový ostrov

Kostarika je nejnavštěvovanější zemí Střední Ameriky, v roce 2019 ji navštívily přes 4 miliony lidí. Hlavním lákadlem Kostariky jsou národní parky a chráněná území. V Kostarice se nachází čtyři památky světového dědictví UNESCO a 29 národních parků, které dohromady zabírají přes 12 % rozlohy země.
Nachází se zde dvě mezinárodní letiště – a to v hlavním městě San José a na severozápadě země ve městě Liberia.

## Politický systém
Kostarika je prezidentskou republikou – prezident vykonává funkci hlavy státu i hlavy vlády a je volen na čtyřleté funkční období. Legislativním orgánem Kostariky je jednokomorové zákonodárné shromáždění, které se skládá z 57 poslanců. Kostarika je považována za jednu z nejstabilnějších demokracií v Latinské Americe.

### Zahraniční vztahy
Kostarika je zapojena do několika projektů a organizací na poli latinskoamerické integrace. Je členským státem např. organizací Společenství latinskoamerických a karibských států, Latinskoamerický hospodářský systém, Středoamerický integrační systém, Sdružení karibských států. Je i kandidátem na plné členství v Pacifické alianci.
Dne 1. června 2007 Kostarika přerušila diplomatické vztahy s Tchaj-wanem a navázala vztahy s Čínou. Stala se tak prvním středoamerickým státem, který takto učinil.

### Administrativní dělení

Provincie Kostariky

Kostarika je unitární stát skládající se ze 7 provincií. Ty se dále dělí na 82 kantonů a 478 distriktů.
| Provincie  | Hlavní město | Rozloha (km²) | Populace (2022) | Hustota zalidnění (obyv/km²) |
| ---------- | ------------ | ------------- | --------------- | ---------------------------- |
| Alajuela   | Alajuela     | 9 757,53      | 1 035 464       | 106,1                        |
| Cartago    | Cartago      | 3 124,67      | 545 092         | 174,4                        |
| Puntarenas | Puntarenas   | 11 265,69     | 500 166         | 44,4                         |
| Heredia    | Heredia      | 2 656,98      | 479 117         | 180,3                        |
| Limón      | Limón        | 9 188,52      | 470 383         | 51,2                         |
| Guanacaste | Liberia      | 10 140,71     | 412 808         | 40,7                         |
| San José   | San José     | 4 965,90      | 1 601 167       | 322,4                        |
| Kostarika  | San José     | 51 100,00     | 5 044 197       | 98,7                         |

## Obyvatelstvo

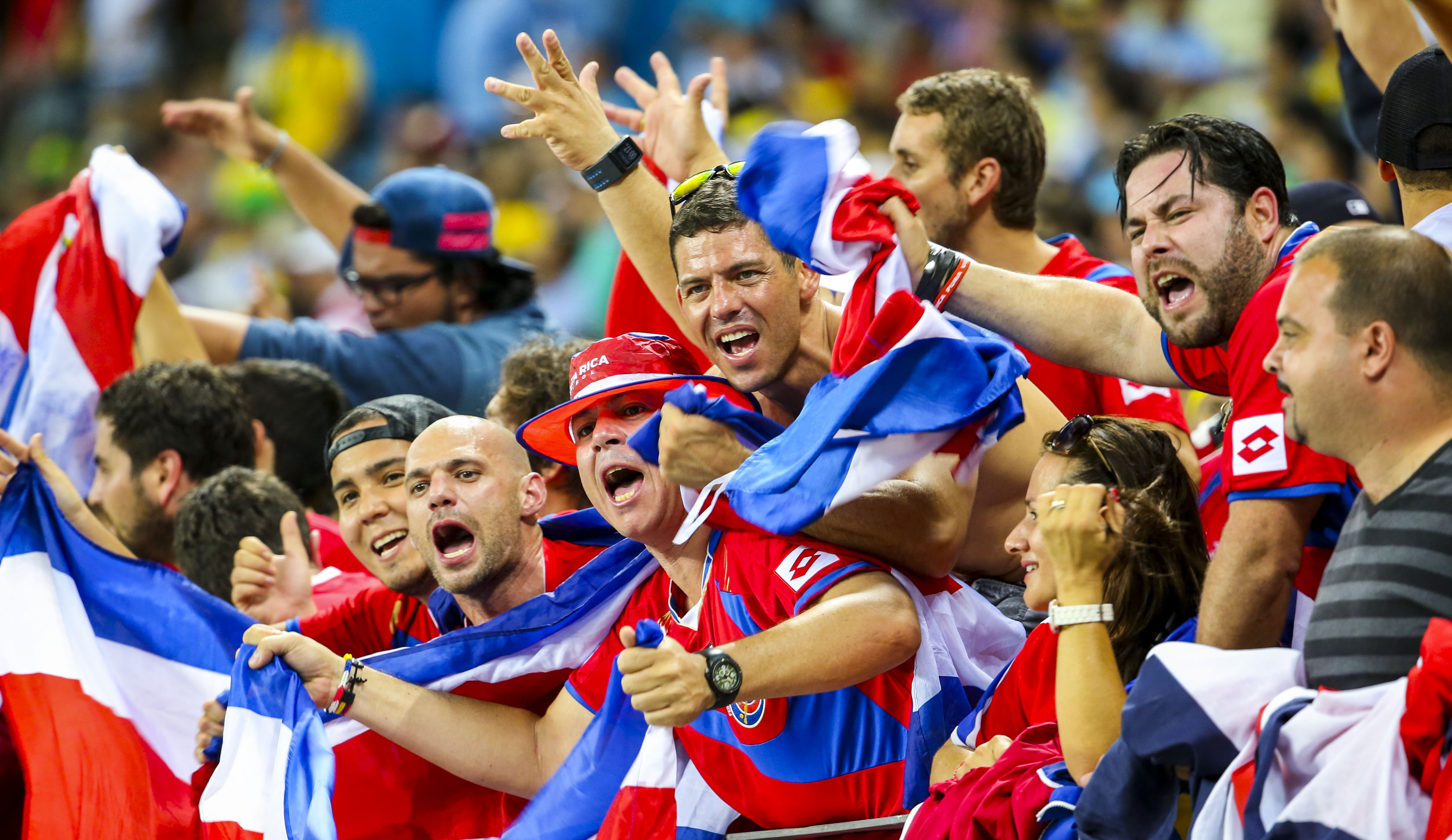
Fanoušci kostarického národního týmu

Největší skupinu obyvatelstva tvoří běloši španělského původu. Skladbou obyvatel se Kostarika liší od ostatních středoamerických států, kde převládá obyvatelstvo smíšeného a indiánského původu.
Průměrná délka života v zemi dosahovala v roce 2020 80,6 let.
Na základě měření Indexu šťastné planety získala pětimilionová Kostarika dvakrát světové prvenství a to v letech 2009 a 2012.

## Sport

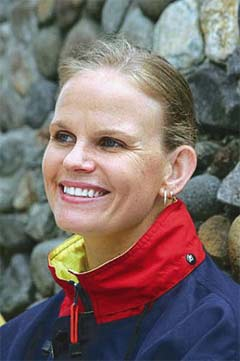
Claudia Pollová

Kostarika se od roku 1936 zúčastňuje olympijských her. K roku 2019 získala čtyři medaile a všechny v plavání. Navíc všechny medaile získali příslušníci jedné rodiny: Tři z nich vybojovala Claudia Pollová (zlato v Atlantě 1996 a dva bronzy ze Sydney 2000) a jednu, stříbrnou, její starší sestra Silvia Pollová, na olympiádě v Soulu roku 1988.
Nejpopulárnějším sportem v Kostarice je, podobně jako v jiných latinskoamerických zemích, fotbal. Kostarická fotbalová reprezentace se pětkrát zúčastnila závěrečného turnaje mistrovství světa. Poprvé to bylo v roce 1990, kdy byla v osmifinále vyřazena Československem. Nejlepšího výsledku Kostaričané dosáhli na šampionátu v roce 2014, kdy se probojovali až do čtvrtfinále. Úspěšnější bilanci mají ze Zlatého poháru CONCACAF, které třikrát vyhráli (1963, 1969, 1989), celkem osmkrát vyhráli Středoamerický pohár. Ligu mistrů CONCACAF, nejprestižnější klubovou soutěž Střední Ameriky, vyhrály tři kostarické kluby: LD Alajuelense, Deportivo Saprissa a CS Cartaginés. K nejznámějším kostarickým fotbalistům patří Paulo Wanchope, Joel Campbell, Hernán Medford nebo Keylor Navas .

## Školství
Kostarika se odlišuje od jiných zemí svým jasným důrazem na vzdělávání. Tomu se věnuje rovnou 14 článků Ústavy. Podpora vzdělávání a vytváření příznivých podmínek pro vzdělávání obyvatel je vnímáno již od získání nezávislosti v roce 1821 jako první povinnost státu. Historici hovoří o Estado educador. Vzdělávací složka tvoří dlouhodobě od 20–30 % veřejného rozpočtu.

## Fotogalerie

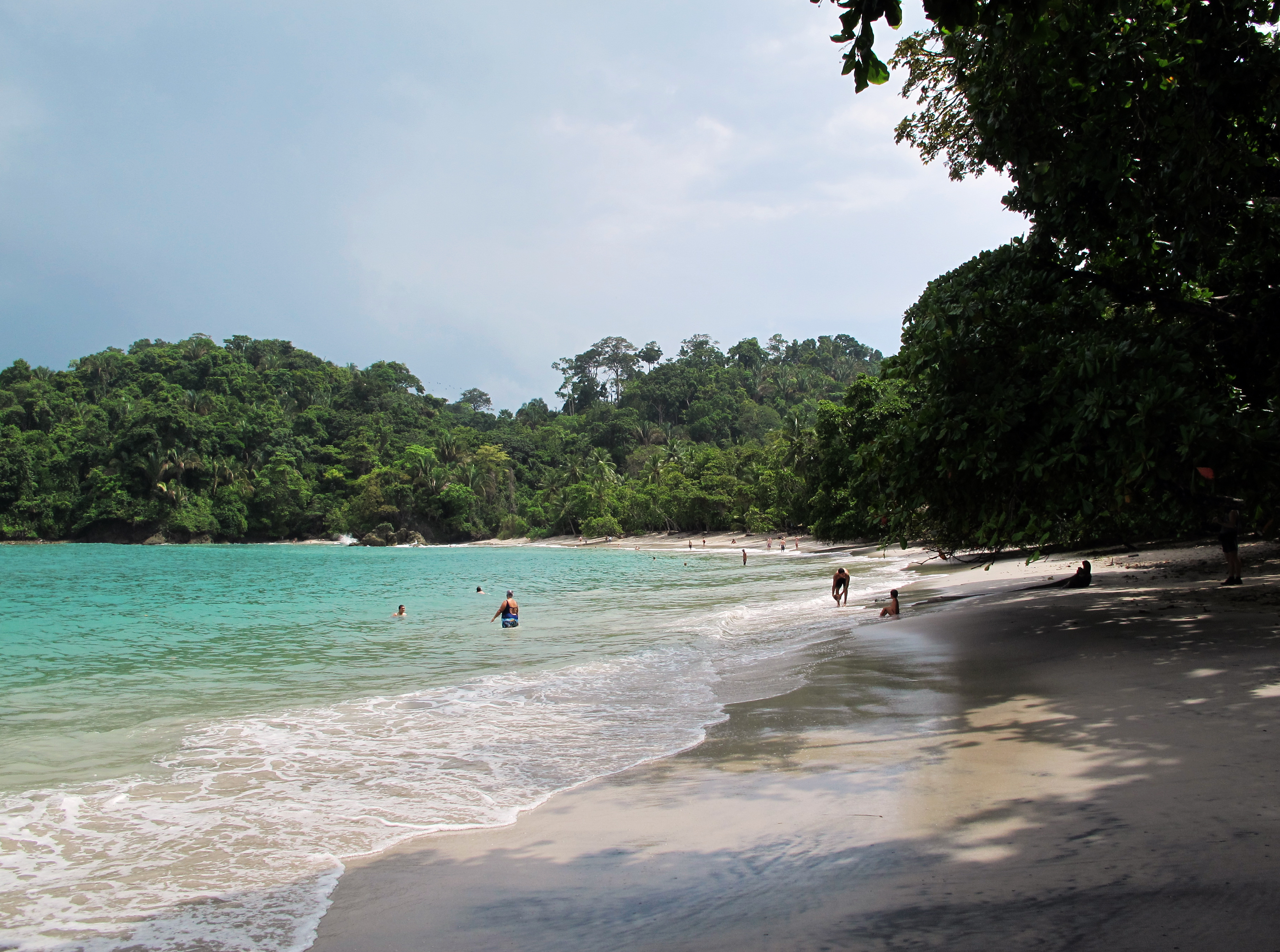
Pláže Kostariky
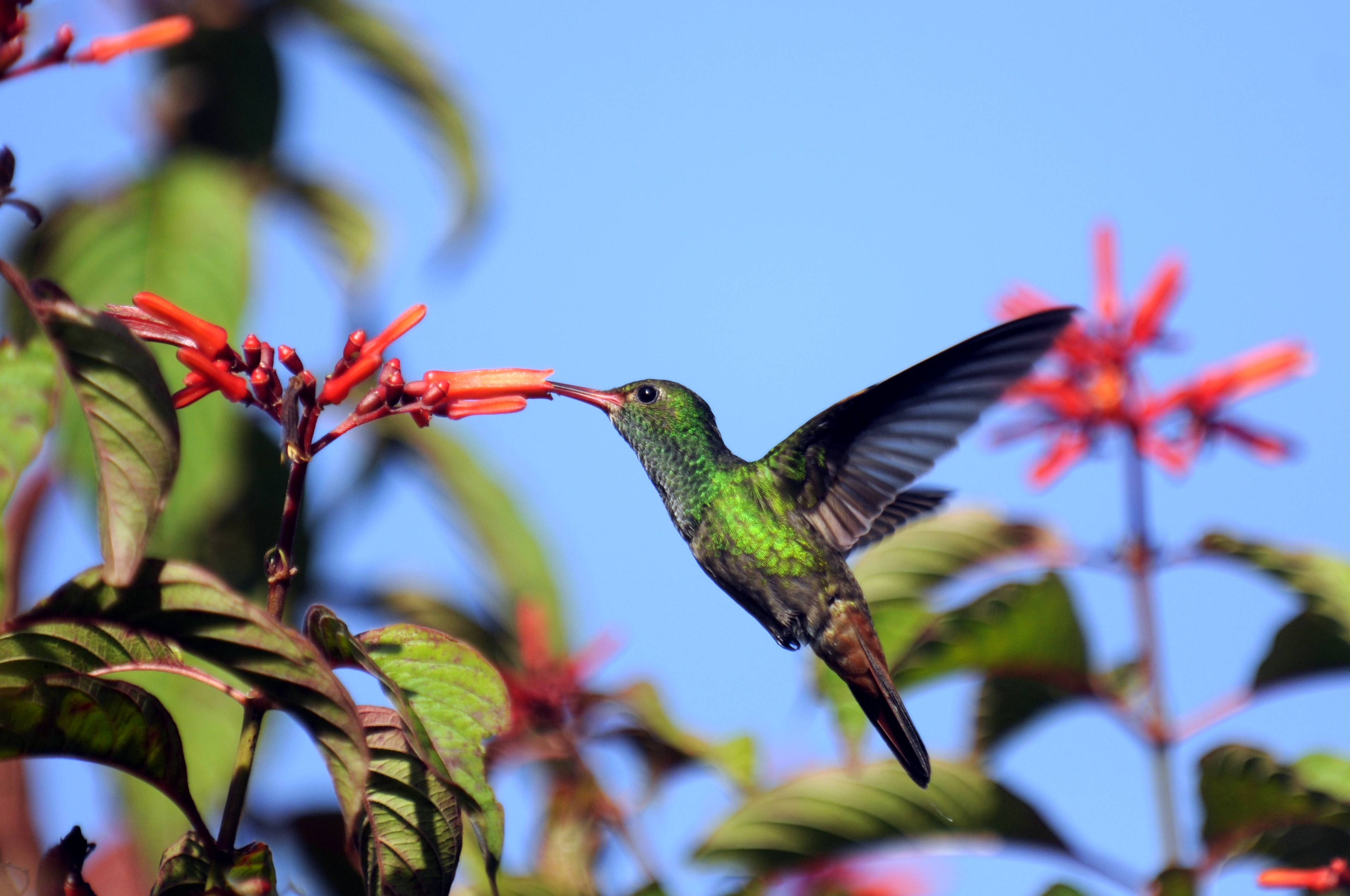
Kolibřík v kostarickém pralese
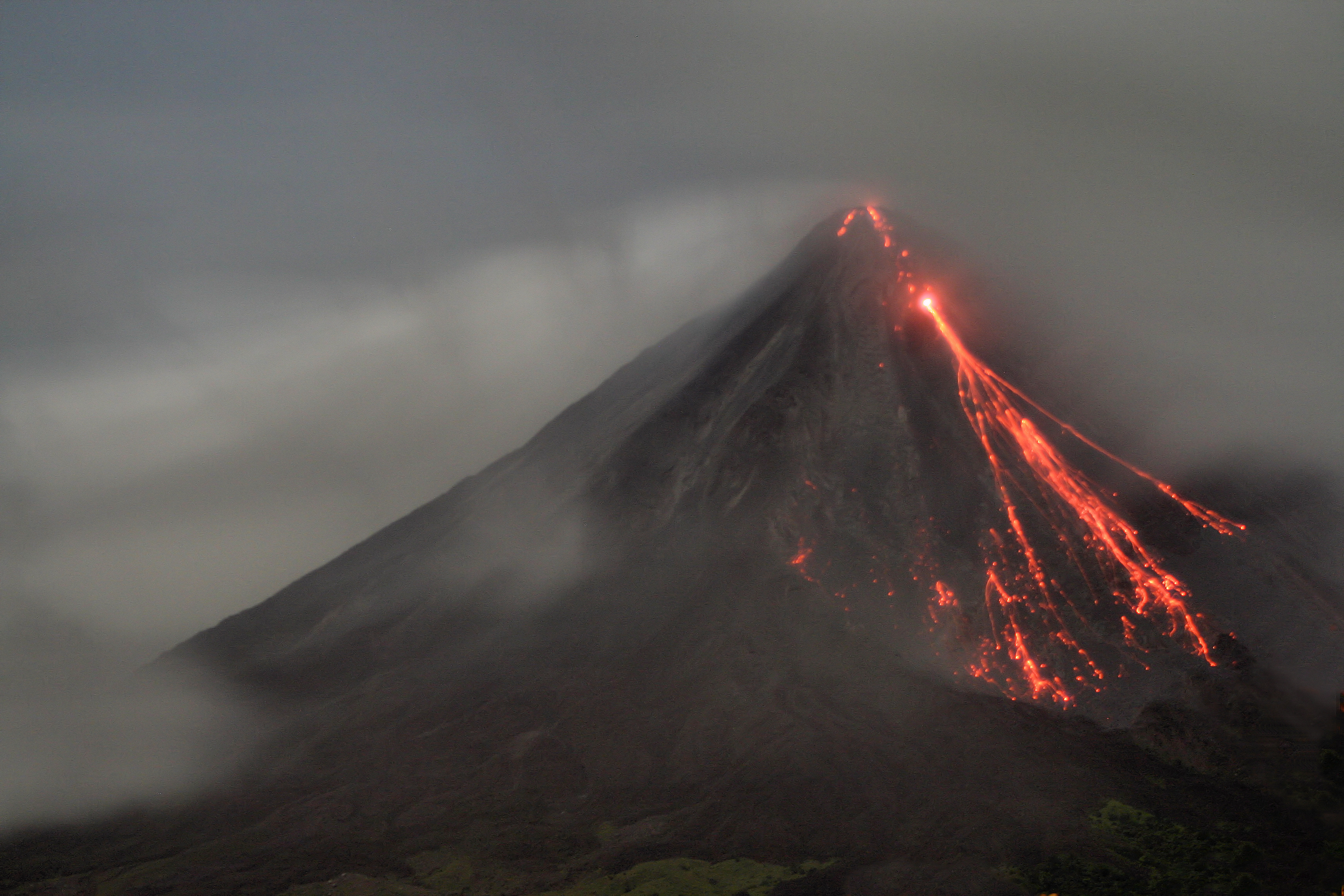
vulkán Arenal
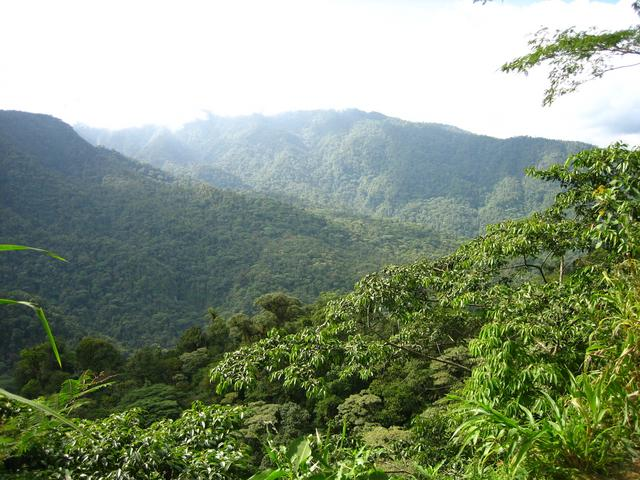
Národní park Braulio Carrillo